# Francis Joseph Gossman

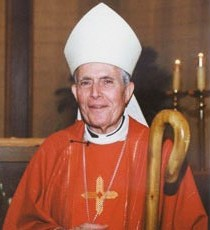

Francis Joseph Gossman (* 1. April 1930 in Baltimore; † 12. August 2013) war Bischof von Raleigh.

## Leben
Joseph Gossman besuchte das Saint Charles College in Ellicot City, Maryland, und studierte Philosophie und Theologie am  Saint Mary’s Seminary in Baltimore. Nach seinem Bachelor 1952 studierte er am Päpstlichen Nordamerika-Kolleg in Rom. Er empfing am 17. Dezember 1955 in Rom durch Martin John O’Connor, Rektor des Nordamerika-Kollegs, die Priesterweihe und beendete 1956 sein Studium an der Päpstlichen Universität Gregoriana mit einem Lizenziat in Theologie (S.T.L.). 1959 wurde er an der Katholischen Universität von Amerika in Washington, D.C. in Kanonischem Recht promoviert. 
Er war am Nationalheiligtum Basilika Mariä Himmelfahrt in Baltimore tätig und wurde 1968 Vizekanzler des Erzbistums Baltimore sowie Mitglied der Fakultät des St. Marys Seminary und Kaplan des Maryland General Hospital. 1965 wurde er von Papst Paul VI. zum Päpstliche Kammerherren (Monsignore) ernannt. 1968 wurde er Administrator der Kathedrale Maria Königin in Baltimore.
Papst Paul VI. ernannte ihn am 15. Juli 1968 zum Weihbischof in Baltimore und Titularbischof von Aguntum. Der Erzbischof von Baltimore, Lawrence Joseph Kardinal Shehan, spendete ihm am 11. September 1968 in der Kathedrale Maria Königin die Bischofsweihe; Mitkonsekratoren waren Thomas Austin Murphy, Weihbischof in Baltimore, und Thomas Joseph Mardaga, Bischof von Wilmington. Er war Bischofsvikar für Baltimore.
Am 8. April 1975 wurde er durch Papst Paul VI. zum vierten Bischof von Raleigh ernannt. Am 8. Juni 2006 nahm Papst Benedikt XVI. seinen altersbedingten Rücktritt an.

## Wirken
Gossman engagierte sich für die afroamerikanische Gemeinschaft in seiner Diözese. 1963 nahm er an Martin Luther Kings Marsch auf Washington für Arbeit und Freiheit teil. Auf einer von Gossman einberufenen Diözesankonferenz wurde 1978 ein  Black Ministry, gegründet, aus dem 1982 das African American Ministry and Evangelization („AAMEN Office“) hervorging.
1991 war er Initiator des North Carolina Lutheran-Roman Catholic Covenant, das die Diözesen Raleigh und Charlotte mit der North Carolina Synod of the Evangelical Lutheran Church in America gründeten.